# Världscupen i backhoppning 1995/1996
Världscupen i backhoppning 1995/1996 hoppades 2 december 1995-16 mars 1996 och vanns av Andreas Goldberger, Österrike före Ari-Pekka Nikkola, Finland och Janne Ahonen, Finland.

## Deltävlingar
| Datum            | Plats                  | Etta                                                                                  | Tvåa                                                                        | Trea                                                                                   |
| ---------------- | ---------------------- | ------------------------------------------------------------------------------------- | --------------------------------------------------------------------------- | -------------------------------------------------------------------------------------- |
| 2 december 1995  | Lillehammer            | Mika Laitinen                                                                         | Ari-Pekka Nikkola                                                           | Masahiko Harada                                                                        |
| 3 december 1995  | Lillehammer            | Janne Ahonen                                                                          | Jin’ya Nishikata                                                            | Ari-Pekka Nikkola                                                                      |
| 8 december 1995  | Villach                | Masahiko Harada                                                                       | Mika Laitinen                                                               | Ari-Pekka Nikkola                                                                      |
| 9 december 1995  | Planica                | - Jani Soininen - Mika Laitinen - Ari-Pekka Nikkola - Janne Ahonen                    | - Kenji Suda - Jin’ya Nishikata - Hiroya Saitō - Masahiko Harada            | - Roar Ljøkelsøy - Espen Bredesen - Eirik Halvorsen - Lasse Ottesen                    |
| 10 december 1995 | Planica                | Mika Laitinen                                                                         | Roar Ljøkelsøy                                                              | Janne Ahonen                                                                           |
| 12 december 1995 | Predazzo               | Mika Laitinen                                                                         | Ari-Pekka Nikkola                                                           | Andreas Goldberger                                                                     |
| 16 december 1995 | Chamonix               | Ari-Pekka Nikkola                                                                     | Janne Ahonen                                                                | Ralf Gebstedt                                                                          |
| 17 december 1995 | Chamonix               | Hiroya Saitō                                                                          | Ari-Pekka Nikkola                                                           | Masahiko Harada                                                                        |
| 28 december 1995 | Oberhof                | Mika Laitinen                                                                         | Ari-Pekka Nikkola                                                           | Jens Weissflog                                                                         |
| 30 december 1995 | Oberstdorf             | Mika Laitinen                                                                         | Jens Weissflog                                                              | Masahiko Harada                                                                        |
| 1 januari 1996   | Garmisch-Partenkirchen | Reinhard Schwarzenberger                                                              | Espen Bredesen                                                              | Jens Weissflog                                                                         |
| 4 januari 1996   | Innsbruck              | Andreas Goldberger                                                                    | Jens Weissflog                                                              | Hiroya Saitō                                                                           |
| 6 januari 1996   | Bischofshofen          | Jens Weissflog                                                                        | Espen Bredesen                                                              | Ari-Pekka Nikkola                                                                      |
| 13 januari 1996  | Engelberg              | Jani Soininen                                                                         | Jin’ya Nishikata                                                            | Andreas Goldberger                                                                     |
| 14 januari 1996  | Engelberg              | Andreas Goldberger                                                                    | Reinhard Schwarzenberger                                                    | Espen Bredesen                                                                         |
| 20 januari 1996  | Sapporo                | Jens Weissflog                                                                        | Eirik Halvorsen                                                             | Reinhard Schwarzenberger                                                               |
| 21 januari 1996  | Sapporo                | Ari-Pekka Nikkola Andreas Goldberger                                                  | -                                                                           | Hiroya Saitō                                                                           |
| 27 januari 1996  | Zakopane               | Primož Peterka                                                                        | Andreas Goldberger                                                          | Reinhard Schwarzenberger                                                               |
| 28 januari 1996  | Zakopane               | Andreas Goldberger                                                                    | Primož Peterka                                                              | Ari-Pekka Nikkola                                                                      |
| 10 februari 1996 | Bad Mitterndorf        | Janne Ahonen                                                                          | Andreas Goldberger                                                          | Ari-Pekka Nikkola                                                                      |
| 11 februari 1996 | Bad Mitterndorf        | Andreas Goldberger                                                                    | Christof Duffner                                                            | Janne Ahonen                                                                           |
| 18 februari 1996 | Iron Mountain          | Jens Weissflog                                                                        | Andreas Widhölzl                                                            | Janne Ahonen                                                                           |
| 18 februari 1996 | Iron Mountain          | Masahiko Harada                                                                       | Adam Małysz                                                                 | Kimmo Savolainen                                                                       |
| 23 februari 1996 | Trondheim              | - Ari-Pekka Nikkola - Jani Soininen - Janne Ahonen - Mika Laitinen                    | - Takanobu Okabe - Jun Shibuya - Masahiko Harada - Hiroya Saitō             | Tyskland - Gerd Siegmund - Christof Duffner - Dieter Thoma - Jens Weissflog            |
| 28 februari 1996 | Kuopio                 | Kimmo Savolainen                                                                      | Jaroslav Sakala                                                             | Janne Väätäinen                                                                        |
| 1 mars 1996      | Lahtis                 | Masahiko Harada                                                                       | Mika Laitinen                                                               | Adam Małysz Primož Peterka                                                             |
| 2 mars 1996      | Lahtis                 | - Takanobu Okabe - Jin’ya Nishikata - Masahiko Harada - Hiroya Saitō                  | Tyskland - Ralf Gebstedt - Christof Duffner - Dieter Thoma - Jens Weissflog | - Martin Höllwarth - Reinhard Schwarzenberger - Stefan Horngacher - Andreas Goldberger |
| 3 mars 1996      | Lahtis                 | Masahiko Harada                                                                       | Primož Peterka                                                              | Jani Soininen                                                                          |
| 9 mars 1996      | Harrachov              | Andreas Goldberger                                                                    | Christof Duffner                                                            | Jaroslav Sakala                                                                        |
| 13 mars 1996     | Falun                  | Primož Peterka                                                                        | Adam Małysz                                                                 | Jens Weissflog                                                                         |
| 15 mars 1996     | Oslo                   | - Martin Höllwarth - Reinhard Schwarzenberger - Andreas Widhölzl - Andreas Goldberger | - Pål Hansen - Sturle Holseter - Espen Bredesen - Roar Ljøkelsøy            | Tyskland - Gerd Siegmund - Michael Uhrmann - Christof Duffner - Jens Weissflog         |
| 16 mars 1996     | Oslo                   | Adam Małysz                                                                           | Janne Ahonen                                                                | Masahiko Harada                                                                        |

## Slutställning (30 bästa)
| Placering | Namn                     | Nationalitet | Poäng |
| --------- | ------------------------ | ------------ | ----- |
| 1         | Andreas Goldberger       | Österrike    | 1416  |
| 2         | Ari-Pekka Nikkola        | Finland      | 1384  |
| 3         | Janne Ahonen             | Finland      | 1054  |
| 4         | Jens Weissflog           | Tyskland     | 1028  |
| 5         | Masahiko Harada          | Japan        | 982   |
| 6         | Mika Laitinen            | Finland      | 914   |
| 7         | Adam Małysz              | Polen        | 751   |
| 8         | Hiroya Saitō             | Japan        | 747   |
| 9         | Reinhard Schwarzenberger | Österrike    | 724   |
| 10        | Primož Peterka           | Slovenien    | 670   |

| Placering | Namn             | Nationalitet | Poäng |
| --------- | ---------------- | ------------ | ----- |
| 11        | Jani Soininen    | Finland      | 630   |
| 12        | Jin’ya Nishikata | Japan        | 623   |
| 13        | Espen Bredesen   | Norge        | 592   |
| 14        | Christof Duffner | Tyskland     | 505   |
| 15        | Roar Ljøkelsøy   | Norge        | 501   |
| 16        | Eirik Halvorsen  | Norge        | 417   |
| 17        | Marco Steinauer  | Schweiz      | 415   |
| 18        | Jaroslav Sakala  | Tjeckien     | 367   |
| 19        | Ralph Gebstedt   | Tyskland     | 342   |
| 20        | Andreas Widhölzl | Österrike    | 322   |

| Placering | Namn               | Nationalitet | Poäng |
| --------- | ------------------ | ------------ | ----- |
| 21        | Kimmo Savolainen   | Finland      | 308   |
| 22        | Nicolas Jean-Prost | Frankrike    | 296   |
| 23        | Sylvain Freiholz   | Schweiz      | 292   |
| 24        | Kenji Suda         | Japan        | 253   |
| 25        | Dieter Thoma       | Tyskland     | 249   |
| 26        | Martin Höllwarth   | Österrike    | 244   |
| 27        | Lasse Ottesen      | Norge        | 233   |
| 28        | František Jež      | Tjeckien     | 226   |
| 29        | Naoki Yasuzaki     | Japan        | 214   |
| 30        | Urban Franc        | Slovenien    | 207   |

## Skidflygningscupen - slutställning (15 bästa)
| Pos. | Namn                           | Poäng |
| ---- | ------------------------------ | ----- |
| 1.   | Andreas Goldberger (AUT)       | 280   |
| 2.   | Janne Ahonen (FIN)             | 186   |
| 3.   | Christof Duffner (GER)         | 176   |
| 4.   | Urban Franc (SLO)              | 132   |
| 5.   | Ari-Pekka Nikkola (FIN)        | 96    |
| 5.   | Jaroslav Sakala (CZE)          | 96    |
| 7.   | Roar Ljøkelsøy (NOR)           | 93    |
| 8.   | Jens Weissflog (GER)           | 90    |
| 9.   | Reinhard Schwarzenberger (AUT) | 75    |
| 10.  | Espen Bredesen (NOR)           | 72    |
| 11.  | Jani Soininen (FIN)            | 70    |
| 12.  | Jin’ya Nishikata (JPN)         | 69    |
| 13.  | Jakub Sucháček (CZE)           | 65    |
| 14.  | Eirik Halvorsen (NOR)          | 63    |
| 15.  | Mika Laitinen (FIN)            | 50    |

## Nationscupen - slutställning
| Pos. | Nation    | Poäng |
| ---- | --------- | ----- |
| 1.   | Finland   | 5079  |
| 2.   | Japan     | 4162  |
| 3.   | Österrike | 3474  |
| 4.   | Tyskland  | 2919  |
| 5.   | Norge     | 2746  |
| 6.   | Slovenien | 1311  |
| 7.   | Schweiz   | 1060  |
| 8.   | Tjeckien  | 851   |
| 9.   | Polen     | 832   |
| 10.  | Frankrike | 579   |
| 11.  | Italien   | 90    |
| 12.  | USA       | 66    |
| 13.  | Slovakien | 56    |
| 14.  | Sverige   | 5     |
| 15.  | Ukraina   | 1     |